# Sân bay Selaparang
Sân bay Selaparang (IATA: AMI, ICAO: WADA), là một sân bay ở Mataram, Tây Nusa Tenggara,  Indonesia.
Các hoạt động tại sân bay này sẽ được chuyển sang Sân bay quốc tế Lombok đang được xây dựng ở Trung Lombok.

## Các hãng hàng không và các tuyến điểm
- Batavia Air (Jakarta, Surabaya)
- Garuda Indonesia (Jakarta)
- Lion Air (Denpasar Bali, Jakarta, Surabaya)
- Merpati Nusantara Airlines (Surabaya)
- Silk Air (Singapore)
- Sriwijaya Air (Jakarta)
- Wings Air (Denpasar Bali)